# Кэлань
Кэла́нь (кит. упр. 岢岚, пиньинь Kělán) — уезд городского округа Синьчжоу провинции Шаньси (КНР). Уезд назван по находящейся на его территории горе Кэланьшань.

## История
При империи Тан в 703 году был создан уезд Ланьгу (岚谷县), в 706 году — расформирован, а в 724 — создан вновь. При империи Сун в 1070 году уезд был опять расформирован, но в 1083 году создан вновь. Во времена монгольского владычества в 1221 году уезд был ликвидирован.
При империи Мин в 1374 году был создан уезд Кэлань, который уже на следующий год был поднят в статусе до области Кэлань (岢岚州). После Синьхайской революции в Китае была проведена реформа структуры административного деления, в ходе которой области были упразднены, и область Кэлань вновь была преобразована в уезд.
В 1949 году был образован Специальный район Синсянь (兴县专区), и уезд вошёл в его состав. В 1952 году Специальный район Синсянь был расформирован, и уезд перешёл в состав Специального района Синьсянь (忻县专区). В 1958 году Специальный район Синьсянь и Специальный район Ябэй (雁北专区) были объединены в Специальный район Цзиньбэй (晋北专区); при этом уезды Шэньчи и Кэлань были присоединены к уезду Учжай. В 1961 году Специальный район Цзиньбэй был вновь разделён на Специальный район Ябэй и Специальный район Синьсянь, и воссозданный уезд снова оказался в составе Специального района Синьсянь.
В 1967 году Специальный район Синьсянь был переименован в Округ Синьсянь (忻县地区). В 1983 году Округ Синьсянь был переименован в Округ Синьчжоу (忻州地区).
С 1988 года на территории уезда начал функционировать космодром «Тайюань».
В 2000 году постановлением Госсовета КНР были расформированы округ Синьчжоу и городской уезд Синьчжоу, и создан городской округ Синьчжоу.

## Административное деление
Уезд делится на 2 посёлка и 10 волостей.